# Arbetsgruppen för finansiella åtgärder
Arbetsgruppen för finansiella åtgärder (förkortas FATF från engelskans Financial Action Task Force eller GAFI från franska namnet Groupe d'action financière) är ett mellanstatligt organ som inrättades av G7-toppmötet i Paris 1989. Dess arbete syftar till att fastställa internationella standarder samt främja implementering av åtgärder för att bekämpa penningtvätt, finansiering av terrorism och finansiering av spridning av massförstörelsevapen. FATF har sitt säte i Paris och består av 37 medlemsstater (bland annat Sverige, sedan 1990), ett antal observatörer samt två regionala organisationer (Gulfstaternas samarbetsråd och Europeiska kommissionen).